# Jeremy Soule

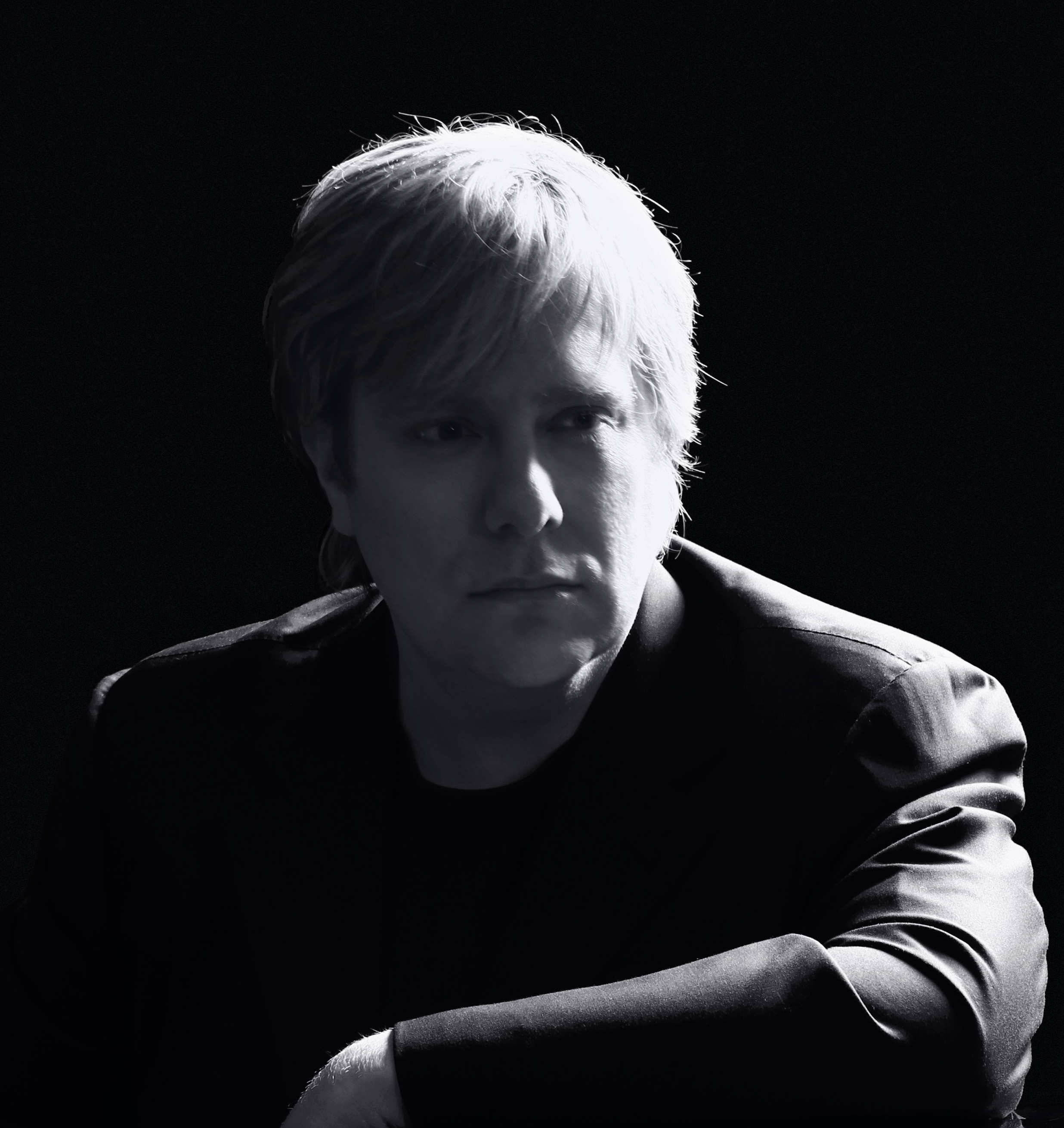
Jeremy Soule (2010)

Jeremy Soule (* 19. Dezember 1975 in Keokuk, Iowa) ist ein US-amerikanischer Komponist, vor allem im Bereich Videospielsoundtracks.

## Biografie
Schon während der High School entwickelte Soule eine Liebe zu Videospiel- und Computermusik.
So kam es, dass er nach Beendigung der High School ein Demotape anfertigte, das seine Auffassung von Videospielmusik zeigt. Dieses schickte er an die großen Spielehersteller LucasArts und Square. Letzterer nahm ihn prompt für Secret of Evermore unter Vertrag.
Heraus kam ein für Videospielsoundtracks untypischer Mix aus sanfter orchestraler Musik und Hintergrundgeräuschen. In seinen späteren Soundtracks orientierte er sich mehr an der klassisch-romantischen als an der elektronischen Musik, wenn auch häufig rhythmuslastig oder mit folklorischen Akzenten (Prey). Gelegentlich setzt Soule auch Synthesizer ein (Unreal II), in der Regel bleibt seine Musik jedoch orchestral.
Als Ron Gilbert (ein ehemaliger LucasArts-Mitarbeiter) seine eigene Firma, Humongous Entertainment, gründete, wechselte Soule von Square in diese Firma, um die Soundtracks für die Kinderadventureserien Töff-Töff (englisch: Putt-Putt) und Pyjama Sam (englisch: Pajama Sam) zu schreiben.
Als Chris Taylor Soule traf, beauftragte er ihn, die Soundtracks für seine großen Projekte, Total Annihilation und Dungeon Siege zu schreiben.
Zwischen diesen beiden Projekten gründete Soule seine eigene Firma Artistry Entertainment, um als freier Komponist zu arbeiten.
Seit diesem Zeitpunkt wuchs Artistry Entertainment und Soule bekam Aufträge für erfolgreiche Blockbusterspiele wie Star Wars: Knights of the Old Republic, The Elder Scrolls III: Morrowind und die Harry-Potter-Videospielserie. Diese Projekte trugen dazu bei, dass Soule zu einem der gefragtesten Komponisten der Videospielsoundtrackindustrie wurde (neben Nobuo Uematsu und Kōji Kondō).
Soule ist auch ein Remixer bei OverClocked ReMix. Sein Remix von dem Final-Fantasy-VI-Lied „Terra’s Theme“, Squaresoft Variation, stellt eindrucksvoll seine Orchestrationsfähigkeiten unter Beweis.
Soule ist außerdem der Initiator der DirectSong-Spielschnittstelle, die es ermöglicht, neue Musik in Spiele einzufügen und zusätzlich zu dem bestehenden Soundtrack abspielen zu lassen.
Für den Soundtrack von The Elder Scrolls III: Morrowind wurde er für den „Game Soundtrack of the Year“ der Game Industry News nominiert. Vier seiner Stücke wurden 2002 mit dem Interactive Achievement Award der Academy of Interactive Arts & Sciences ausgezeichnet. Morrowind wurde im Rahmen der dritten Veranstaltung der Game-Concerts-Reihe unter Andy Brick am 17. August 2005 dargeboten vom FILMharmonic Orchestra Prague im Gewandhaus Leipzig und in einer Welttournee von Play! A Video Game Symphony ab 2006.  2006 gewann er mit The Elder Scrolls IV: Oblivion den MTV Video Music Award in der Kategorie „Best Video Game Score“. Projektleiter Todd Howard engagierte Jeremy Soule ein weiteres Mal, um auch den Soundtrack zu The Elder Scrolls V: Skyrim zu verfassen.

## Nominierungen
- British Academy Film Award, Kategorie: „Best Score, Game Music“: Nominierung für den Soundtrack von Harry Potter und der Gefangene von Askaban
- Game Industry News, Kategorie: „Game Soundtrack of the Year“: Nominierung für den Soundtrack von The Elder Scrolls III: Morrowind
- Academy of Interactive Arts & Sciences, 2003 Kategorie: „Outstanding Achievement in Original Music Composition“: Nominierung für den Soundtrack von The Elder Scrolls III: Morrowind
- Academy of Interactive Arts & Sciences, 2001 Kategorie: „Outstanding Achievement in Original Music Composition“: Nominierung für den Soundtrack von dem Videospiel zu Harry Potter und der Stein der Weisen

## Auszeichnungen
- „MTV Video Music Award“, 2006, Kategorie: „Best Video Game Score“ für den Soundtrack von The Elder Scrolls IV: Oblivion
- „British Academy Film Award“, Kategorie: „Best Score, Game Music“ für den Soundtrack von Harry Potter und die Kammer des Schreckens
- „IGN.com Best Music Award“, 2000, für den Soundtrack von Icewind Dale[4]
- „Gamespot Best Music Award 2000“ ebenfalls für den Soundtrack von Icewind Dale[5]
- „Gamespot Best Music Award 1997“ für den Soundtrack von Total Annihilation[6]

2009 wurde er als Komponist von IGN zu den 100 bedeutendsten Spieleentwicklern aller Zeiten gezählt.

## Arbeiten
- Armies of Exigo
- Amen: The Awakening (abgebrochen)
- Azurik: Rise of Perathia
- Baldur’s Gate: Dark Alliance
- Company of Heroes
- C. S. Lewis: Beyond Narnia (TV-Produktion)
- Dota 2 The Internationals 2015 Soundtrack
- Dungeon Siege
- Dungeon Siege 2
- The Elder Scrolls III: Morrowind
- The Elder Scrolls IV: Oblivion
- The Elder Scrolls V: Skyrim
- The Elder Scrolls Online
- Freddi Fish & Luther’s Maze Madness
- Freddi Fish & Luther’s Water Worries
- Final Four 2002
- Giants: Citizen Kabuto
- Guild Wars
- Guild Wars: Factions
- Guild Wars: Nightfall
- Guild Wars: Eye of the North
- Guild Wars 2
- Harry Potter und der Stein der Weisen (Computerspiel)
- Harry Potter und die Kammer des Schreckens (Computerspiel)
- Harry Potter und der Gefangene von Askaban (Computerspiel)
- Harry Potter und der Feuerkelch (Computerspiel)
- Harry Potter: Quidditch World Cup
- Icewind Dale
- Impossible Creatures
- Kohan II: Kings of War
- Natural Selection
- Neverwinter Nights
- Prey
- Pajama Sam: Lost and Found
- Pajama Sam’s SockWorks
- Pyjama Pit: Keine Angst im Dunkeln
- Putt-Putt’s One-Stop Fun Shop
- Putt-Putt and Pep’s Dog On a Stick
- Rugrats in Paris (Videospiel)
- Secret of Evermore
- Star Wars: Knights of the Old Republic
- Star Wars: Knights of the Old Republic II: The Sith Lords (zusätzliche Musik)
- Star Wars: Bounty Hunter
- SOCOM: U.S. Navy SEALs
- Sovereign (abgebrochen)
- Supreme Commander
- Supreme Commander: Forged Alliance
- Total Annihilation
- Total Annihilation: Kingdoms
- Unreal 2
- Warhammer 40000: Dawn of War
- Warhammer: Mark of Chaos
- World of Warcraft: Mists of Pandaria